# Тези прекрасни коне
„Тези прекрасни коне“ (на английски: All the Pretty Horses) е американски уестърн филм от 2000 г., продуциран и режисиран от Били Боб Торнтън, базиран на едноименния роман от Кормак Маккарти, с участието на Мат Деймън и Пенелопе Круз. Премиерата на филма се състои на 25 декември 2000 г. с повече негативни отзиви. Печели 18 млн. щатски долара в световен мащаб при бюджет от 57 млн.